# Championnat du Turkménistan de football 2017
Navigation
Saison 2016 Saison 2018
La saison 2017 du Championnat du Turkménistan de football est la vingt-cinquième édition de la première division au Turkménistan. La compétition rassemble les neuf meilleurs clubs du pays qui sont regroupés au sein d'une poule unique et s'affrontent quatre fois, deux à domicile et deux à l'extérieur. 
C'est le club du FK Altyn Asyr, triple tenant du titre, qui remporte à nouveau la compétition après avoir terminé en tête du classement final, avec sept points d'avance sur le FK Ahal Änew, vainqueur quant à lui de la Coupe du Turkménistan. Il s'agit du quatrième titre de champion du Turkménistan de l'histoire du club.

## Les clubs participants
- FK Altyn Asyr
- FC Balkan
- Merw Mary
- Şagadam Türkmenbaşy
- FK Ahal Änew
- Köpetdag Achgabat
- Turan Dashoguz
- FK Achgabat
- Energetik Mary

## Compétition
Le barème de points servant à établir le classement se décompose ainsi :
- Victoire : 3 points
- Match nul : 1 point
- Défaite : 0 point

### Classement
| Rang | Équipe              | Pts | J  | G  | N | P  | Bp | Bc | Diff |
| ---- | ------------------- | --- | -- | -- | - | -- | -- | -- | ---- |
| 1    | FK Altyn AsyrT      | 79  | 32 | 25 | 4 | 3  | 83 | 24 | +59  |
| 2    | FK Ahal ÄnewC       | 72  | 32 | 22 | 6 | 4  | 70 | 21 | +49  |
| 3    | Şagadam Türkmenbaşy | 60  | 32 | 19 | 3 | 10 | 55 | 32 | +23  |
| 4    | FC Balkan           | 47  | 32 | 14 | 5 | 13 | 51 | 47 | +4   |
| 5    | FK Achgabat         | 45  | 32 | 13 | 6 | 13 | 32 | 44 | -12  |
| 6    | Energetik Mary      | 38  | 32 | 11 | 5 | 16 | 45 | 47 | -2   |
| 7    | Merw Mary           | 33  | 32 | 10 | 3 | 19 | 34 | 61 | -27  |
| 8    | Köpetdag Achgabat   | 33  | 32 | 9  | 6 | 17 | 35 | 55 | -20  |
| 9    | Turan Dashoguz      | 5   | 32 | 1  | 2 | 29 | 12 | 86 | -74  |

|  | Qualification pour la Coupe de l'AFC 2018                     |
|  | T : Tenant du titre C : Vainqueur de la Coupe du Turkménistan |

## Bilan de la saison
| Championnat du Turkménistan de football 2017 |                          |
| Champion                                     | FK Altyn Asyr (4e titre) |
| Coupes et trophées                           |                          |
| Vainqueur de la Coupe du Turkménistan 2017   | FK Ahal Änew             |
| Qualifications continentales                 |                          |
| Coupe de l'AFC 2018                          | FK Altyn Asyr            |
| Coupe de l'AFC 2018                          | FK Ahal Änew             |
| Promotions et relégations                    |                          |
| Promus en Yokary Liga                        | Aucun                    |
| Relégués en Birinji Ligasy                   | Aucun                    |